# 城巴20線
城巴20線是香港一條九龍市區巴士路線，於2018年4月29日投入服務，來往啟德（沐安街）及長沙灣（海達），途經啟德北、新蒲崗、九龍城、馬頭圍、何文田、油麻地、旺角西及大角咀，全程收費為$6.4，是城巴首條服務範圍完全只於九龍市區的專利巴士路線。20線設有深宵班次N20，由大角咀（維港灣）經旺角鬧市和亞皆老街單向開往啟德（沐安街），不經主線服務的旺角西和油麻地一帶。

## 歷史
為配合啟德發展區未來的人口增長，運輸署在《2017－2018年度巴士路線計劃》中，建議開辦一條新巴士服務，來往啟德（沐寧街）及大角咀（維港灣），途經大角咀、旺角西、油麻地、亞皆老街及九龍城，加強相關地區和啟德發展區的公共交通連繫，並決定以招標形式挑選合適的巴士公司營辦此線。根據《計劃》，若新路線的諮詢及遴選工作順利進行，最快可於2018年投入服務，惟開辦日期需配合啟德地區的發展項目的入伙日期而定。運輸署於2017年6月提交修訂方案，此路線來回程均途經奧運站對出一段深旺道而不經櫻桃街下通道，以回應油尖旺區議會的請求。
2018年4月，運輸署把此線的經營權批予城巴。城巴將此線編號定為20，並在4月29日投入服務。不過，此線原定總站位置沐寧街仍有道路工程未完成，令總站需臨時設在沐安街天寰外，相關安排更於2020年7月20日永久化，起訖點命為「啟德（沐安街）」。
20線為城巴首條服務範圍完全只於九龍市區的專營巴士路線，亦是1933年香港巴士專營權生效以來，首條在九龍市區內不是由九巴經營之兩位數字編號路線，故在此線開辦初期，城巴特意於巴士車頭電牌顯示「Kai Tak 20 新里程」的特別顯示，其設計模仿城巴1993年接辦28條中巴路線時所用的「Network 26 新里程」標誌，並在巴士車頭放置有關紙牌作宣傳之用。
2018年10月28日起，20線往啟德方向於承啟道近德朗邨增設中途站。而在2019年2月24日起，此線往啟德方向亦於窩打老道近廣東道增設中途站，惟由同年9月30日起，此線每日21:00後由大角咀開出之班次試行不停相關分站。2020年5月24日起，因應中九龍幹線建造工程，翱翔道永久封閉，此線往大角咀方向途經窩打老道後，改經麗翔道前往海泓道。此外，為配合港鐵屯馬綫一期通車，此線於2020年2月14日起增設與港鐵$1的轉乘優惠，指定鐵路轉乘車站為啟德站，相關優惠於2022年1月1日結束。2021年1月9日起，20線與另外8條新巴及城巴路線試行電子支付系統，乘客使用電子支付工具（支付寶、雲閃付）內的交通二維碼即可繳付車資。
城巴及運輸署於《2020－2021年度巴士路線計劃》中，建議開辦一條深宵路線，編號為N20，由大角咀（維港灣）經旺角鬧市和亞皆老街單向開往啟德（沐安街），為啟德發展區的居民提供深宵時份由大角咀、旺角及九龍城前往其居所的巴士服務，並視乎道啟德區內道路開通情況而進一步繞經沐泰街。建議獲區議會通過後，N20線於2020年7月20日投入服務。N20線曾在2022年1月17日起受2019冠狀病毒病第五波疫情影響而暫停服務，並於同年5月11日恢復服務。
為配合西九龍填海區及啟德發展區的發展及人口增長，城巴及運輸署於《2022－2023年度巴士路線計劃》中，建議20線於九龍西之總站由維港灣延長至長沙灣（深旺道）巴士總站，來回方向不再途經海輝道及海帆道，往啟德方向所有班次提早五分鐘由新總站開出，以加強相关發展區之間的聯繫。建議獲區議會通過後，於2023年4月23日實施，由於海達公共運輸交匯處於當天啟用，此路線於長沙灣端之總站亦定於該處，20線來回方向和N20線亦於同日起在協調道近東九龍總區警察總部及承啟道近德朗邨停車場增設中途站。2024年初，城巴挑選20線為15條「主幹線」之一，命名為「窩打老道線」。

## 服務時間及班次
20線於每日全日提供來回方向之服務。以下服務時間及班次資訊以最近一次更新時為准。
| 啟德（沐安街）開 | 啟德（沐安街）開 | 啟德（沐安街）開 | 長沙灣（海達）開 | 長沙灣（海達）開 | 長沙灣（海達）開 |
| 日期             | 服務時間         | 班次（分鐘）     | 日期             | 服務時間         | 班次（分鐘）     |
| ---------------- | ---------------- | ---------------- | ---------------- | ---------------- | ---------------- |
| 星期一至五       | 05:40－07:00     | 20               | 星期一至五       | 05:35－06:55     | 20               |
| 星期一至五       | 07:00－09:10     | 12－15           | 星期一至五       | 06:55－09:35     | 12－15           |
| 星期一至五       | 09:10－14:30     | 20               | 星期一至五       | 09:35－23:15     | 15－20           |
| 星期一至五       | 14:30－19:55     | 12－15           | 星期一至五       | 23:15－00:15     | 30               |
| 星期一至五       | 19:55－00:20     | 20－25           |                  |                  |                  |
| 星期六           | 05:40－08:10     | 20－25           | 星期六           | 05:35－06:25     | 25               |
| 星期六           | 08:10－19:50     | 15－20           | 星期六           | 06:25－22:20     | 15－20           |
| 星期六           | 19:50－00:20     | 30               | 星期六           | 22:20－00:15     | 25－30           |
| 星期日及公眾假期 | 05:40－19:50     | 20－25           | 星期日及公眾假期 | 05:35－20:25     | 20－25           |
| 星期日及公眾假期 | 19:50－00:20     | 30               | 星期日及公眾假期 | 20:45－00:15     | 30               |

此外，深宵班次N20線於每晚00:50在大角咀（維港灣）開出其唯一班次。

## 收費
20線全程收費為$6.4，並設有由富榮花園往長沙灣（海達）$4.9和由工業貿易大樓往啟德（沐安街）$5.7之單向分段收費；而N20線全程收費為$13.5，並設有由富豪東方酒店往啟德（沐安街）$10.8之單向分段收費。
20和N20線均設有12歲以下小童及65歲或以上長者半價優惠，當中60歲－64歲香港居民、65歲或以上長者與合資格殘疾人士如以指定八達通繳付兩線的車資，均可享有長者及合資格殘疾人士公共交通票價優惠計劃提供的$2票價優惠。乘客登車時需以現金或八達通卡繳付車資，不設找贖；而每位成人乘客可免費帶同最多兩名四歲以下而且不佔座位的兒童乘車。乘客登車時需以現金或八達通卡繳付車資，不設找贖；而每位成人乘客可免費帶同最多兩名四歲以下而且不佔座位的兒童乘車。此外，乘客亦可使用指定電子支付工具繳付車資，使用此支付方式的乘客可享有與其他城巴獨營路線或聯營線城巴班次之轉乘優惠，惟不適用於與非城巴路線之轉乘優惠，乘客亦不能享有「公共交通費用補貼計劃」及「長者及合資格殘疾人士公共交通票價優惠計劃」。

## 使用車輛
20線沿途駛經四間醫院（包括播道醫院、香港眼科醫院、九龍醫院及廣華醫院），故此路線主要使用配置雙輪椅位的Enviro500 MMC Facelift 12.8米（6426－6443；6460－6497）及富豪B8L12米（8806－8845）行走。2022年7月4日，香港首輛純電動雙層巴士威馳騰WSD6121BR1EV（8910／HR3878）加入此線行走下午時段的服務。根據《2022－2023年度巴士路線計劃》，此路線使用8輛雙層空調巴士提供服務，並由香港站公共運輸交匯處的站長負責管理車務。

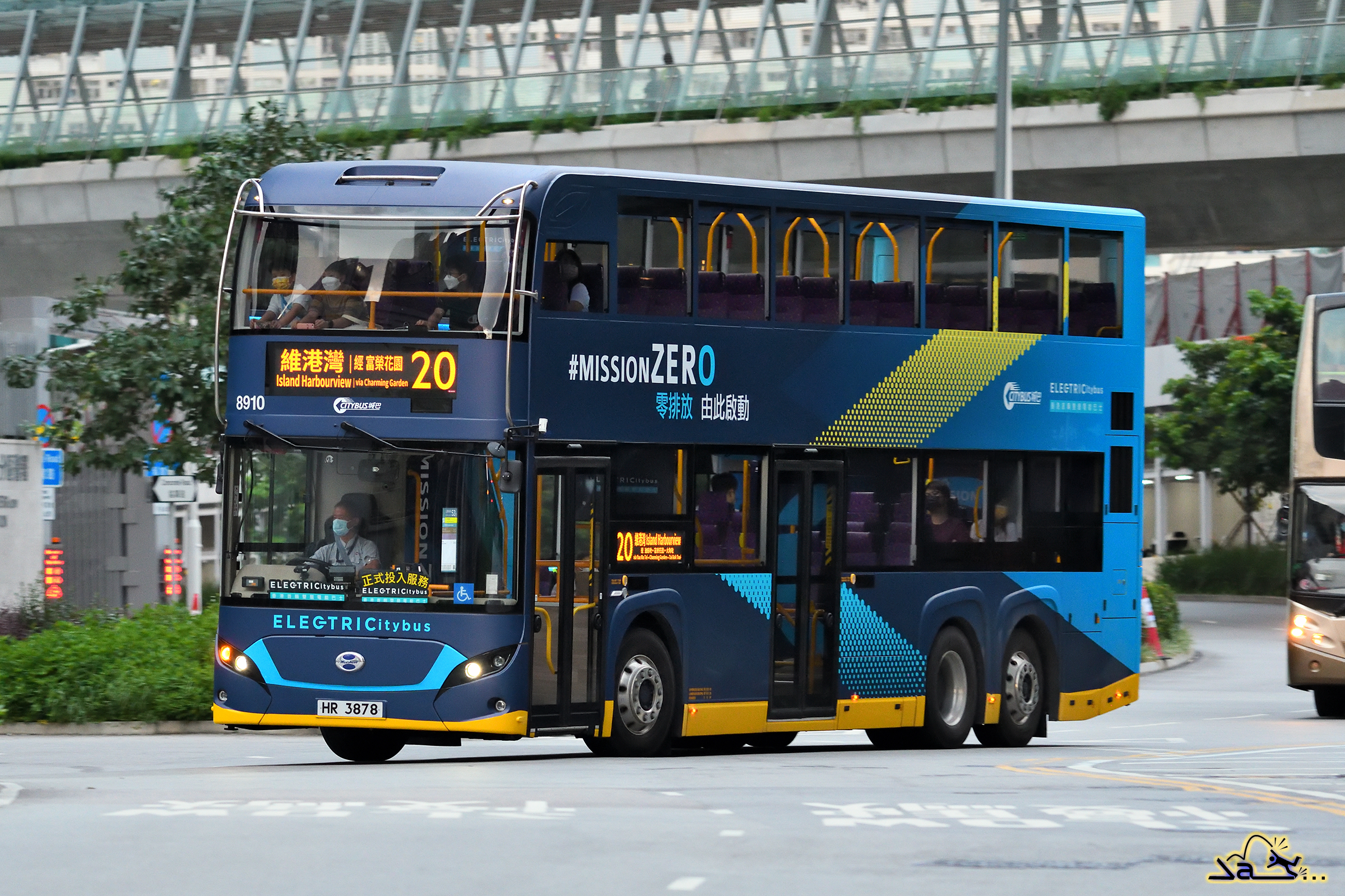
城巴首輛威馳騰WSD6121BR1EV純電動雙層巴士曾於2022年7月在20線行駛
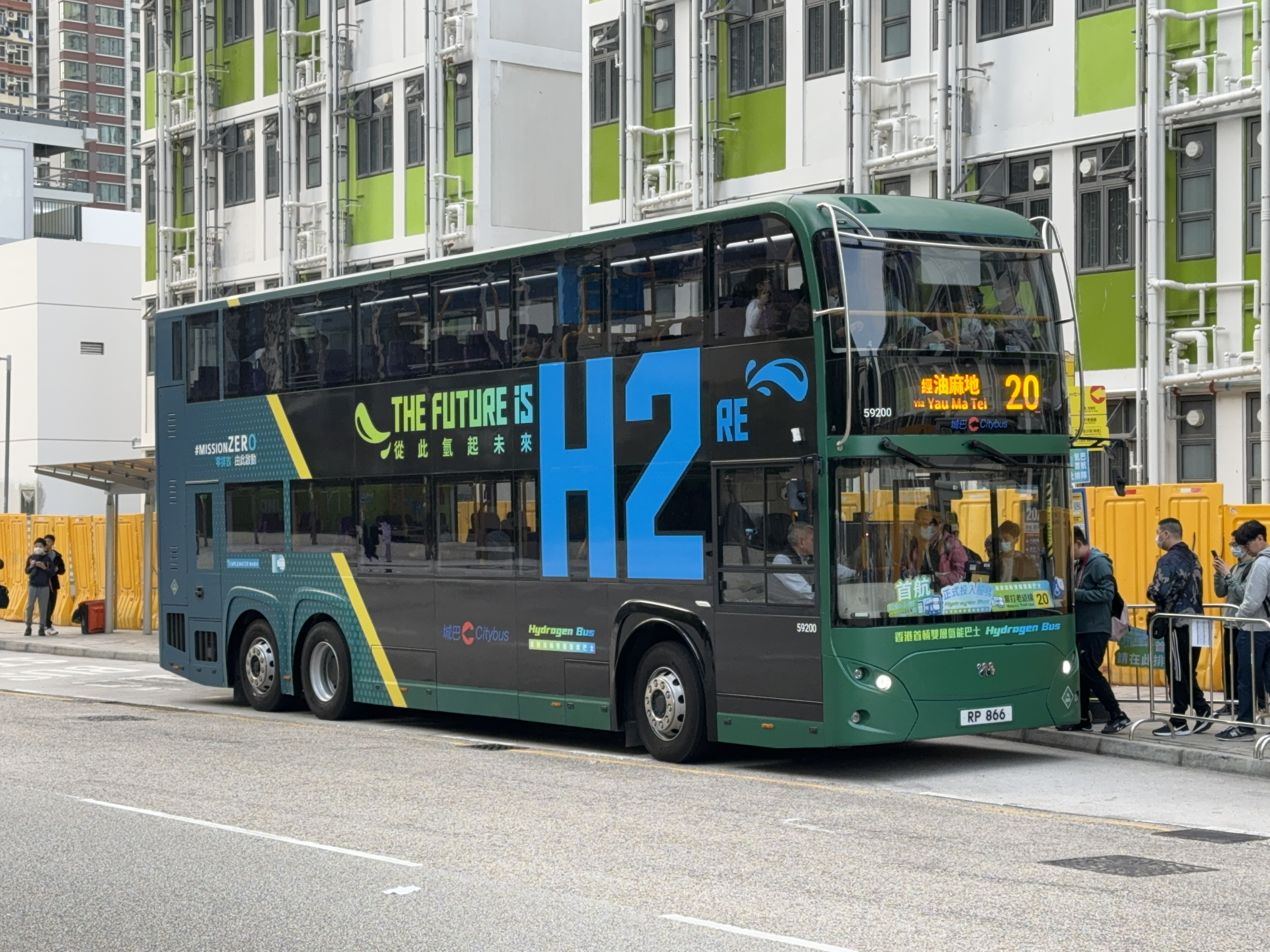
城巴首輛威馳騰WSD6121BR3FCEV氫燃料電池巴士於2024年2月25日首航20線

## 行車路線
20線由啟德（沐安街）開出的班次途經沐安街、承啟道、協調道、迴旋處、支路、太子道東、太子道西、亞皆老街、窩打老道、麗翔道、海泓道、櫻桃街、深旺道及海達街前往長沙灣（海達）；由長沙灣（海達）開出的班次途經海達街、深旺道、櫻桃街、大角咀道、櫻桃街、海泓道、麗翔道、窩打老道、亞皆老街、太子道西、太子道東、四美街、六合街、七寶街、啟新道、協調道、迴旋處、協調道、承啟道、沐虹街、沐翠街、承啟道及沐安街前往啟德（沐安街），具體停站請參考資訊框；N20線為20線的深宵班次，所有班次均由大角咀（維港灣）開出，並經海帆道、海輝道、深旺道、櫻桃街、大角咀道、櫻桃街、亞皆老街、新填地街、旺角道、西洋菜南街、亞皆老街、太子道西、太子道東、四美街、六合街、七寶街、啟新道、協調道、迴旋處、協調道、承啟道、沐虹街、沐翠街、承啟道及沐安街前往啟德（沐安街），具體停站請參考資訊框。

## 使用狀況
根據《2022－2023年度巴士路線計劃》，20線最繁忙一小時的載客率為68%，於大角咀（維港灣）公共運輸交匯處使用20線的乘客約380名。此外，20線投入服務後搶去九龍區專線小巴12S及43M線介乎大角咀至油麻地沿途的客源，使相關小巴路線的客量下跌超過30%。而在《2024－2025年度巴士路線計劃》中，N20線最繁忙一小時內的載客率為5%。